# 30436 Busemann
30436 Busemann è un asteroide della fascia principale. Scoperto nel 2000, presenta un'orbita caratterizzata da un semiasse maggiore pari a 2,641381 UA e da un'eccentricità di 0,167858, inclinata di 2,838915° rispetto all'eclittica. Ha un periodo di rotazione di 7,658 ore.